# Укан
Ука́н — село в Ярском районе Удмуртии, центр муниципального образования Уканское сельское поселение.

## География
Располагается на реке Лекма в 9 км южнее Яра.

## История
В начале XVII века данная территория была заселена удмуртами воршудно-родовых групп Дурга, Салья, Санья, Ташья. Первый источник, упоминающий «деревню Уканскую на речке на Лекме» — это ревизская сказка 1646 года. Сообщалось что жили там 15 домохозяев.
В ноябре 1744 года новокрещёный удмурт И. Трефилов выпросил у епископа Вятского и Великопермского Варлаама разрешение на строительство в деревне Уканской деревянной церкви. Церковь построена в 1748—1749 годах и освящена во имя Нерукотворного Образа Христа. В феврале 1804 года Вятской духовной консисторией разрешено строительство каменного храма. Постройка началась в 1807 году на средства прихожан и завершено к 1811 году. Здание Уканской Спасской церкви хорошо сохранилось, в 2009 году было отреставрировано.
В 1957 году входило в Уканский сельсовет. К 1961 году в селе проживало 120 человек.
В селе функционирует библиотека, с 2004 года носящая имя Флора Васильева.